# Schroedel Verlag
Der Schroedel Verlag ist ein deutscher Schulbuchverlag, welcher seit 2003 als Imprint Teil der Westermann Gruppe ist.

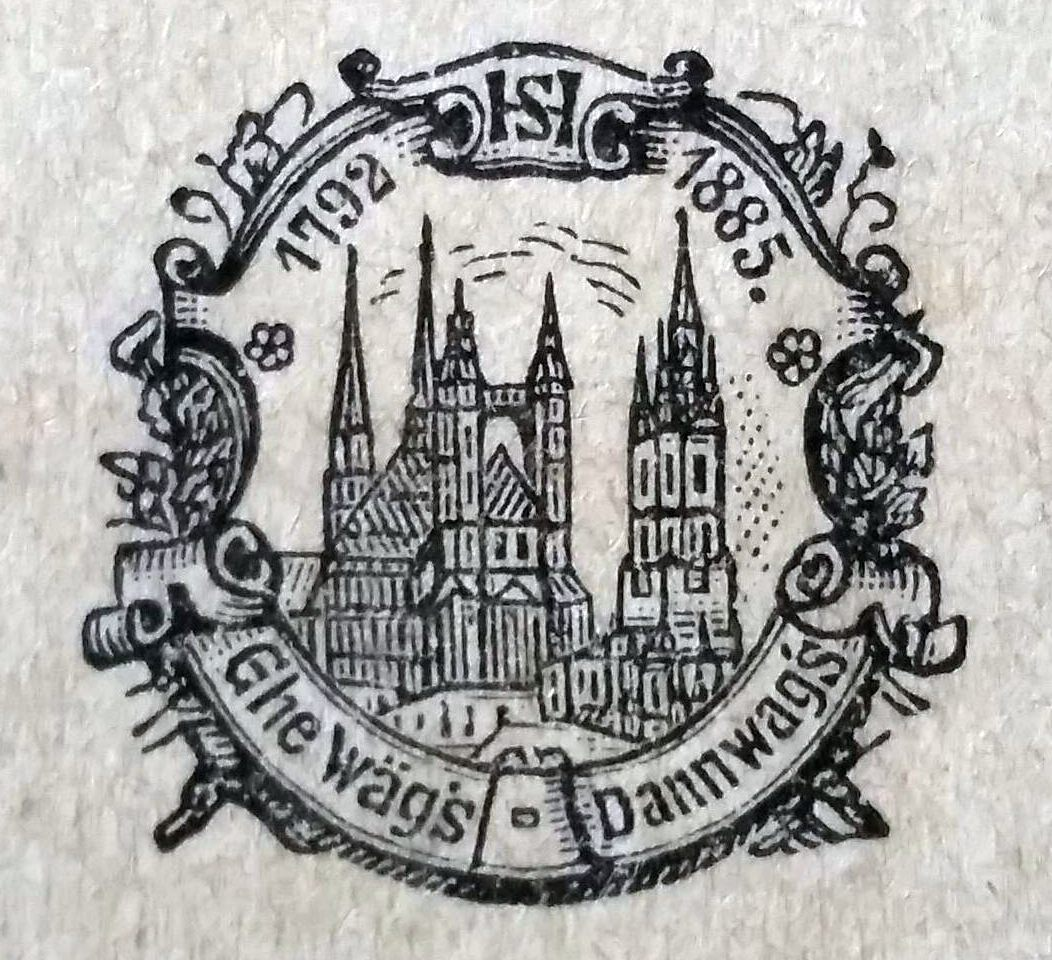
Pädagogischer Verlag von Hermann Schroedel, Logo um 1925

## Geschichte
Ein Vorläufer des Schroedel Verlags war die 1792 gegründete Kümmelsche Sortiments- und Verlagsbuchhandlung in Halle (Saale). 1839 teilte der Eigentümer Carl A. Kümmel sein Unternehmen in einen Verlag und in eine Buchhandlung auf, die er an seinen langjährigen Mitarbeiter Wilhelm Georg Knapp verkaufte. 1846 verkaufte Kümmel auch den Verlag an Knapp. Nach dem Tod von Knapp verkaufte seine Witwe das Geschäft 1850 an die langjährigen Mitarbeiter Friedrich Ludwig (genannt Louis) Schroedel und Ludwig Simon. Der Verlag firmierte zeitweise unter dem Namen Schroedel & Simon, ab 1885 schließlich unter dem Namen Schroedel.
In den 1930er Jahren übernahm Joachim von Schroedel-Siemau (1901–1963) den Verlag von seinem Vater Hermann Ludwig (genannt Louis) von Schroedel-Siemau, ab 1943 war er alleiniger Inhaber. Nach Ende des Zweiten Weltkriegs 1945 wurde der Verlagssitz von Halle zuerst nach Wolfenbüttel und im Jahr 1949 nach Hannover verlegt.
1961 trat Hermann von Schroedel-Siemau in den Verlag der Familie ein und wurde 1963 dessen geschäftsführender Gesellschafter. Unter seiner Leitung entwickelte sich das Unternehmen bis 1981 zu einem der größten deutschen Schulbuchverlage mit besonderem Gewicht in den Fächern Deutsch, Mathematik und Naturwissenschaften. Mit einem Jahresumsatz von rund 180 Millionen DM war der von 1950 bis 1981 als Hermann Schroedel KG firmierende Verlag zeitweilig – nach dem wissenschaftlichen Springer Verlag – der größte Verlag in Deutschland.
Von 1950 bis 1981 firmierte der Verlag als Hermann Schroedel Verlag KG. 1981 ging der Verlag mit einem Schuldenstand von 77 Mio. DM in die Insolvenz.
Ab 1981 gehörte der Verlag zur Verlagsgruppe Georg von Holtzbrinck, wurde 1982 in eine Gesellschaft mit beschränkter Haftung (GmbH) umgewandelt und zunächst als Schroedel Schulbuchverlag GmbH, später als Schroedel Verlag GmbH fortgeführt.
2003 verkaufte die Holtzbrinck-Gruppe ihre Schulbuchholding „Das Bildungshaus“, in die der Schroedel Verlag eingeordnet worden war, an die Westermann Gruppe. Der Schroedel Verlag verschmolz dort mit dem Westermann Schulbuchverlag, dem Schöningh Verlag und dem Winklers Verlag. Der Verlagsname und seine Marken werden innerhalb der in Braunschweig angesiedelten Westermann Gruppe als Imprint geführt.
Im Verlag erschienen erfolgreiche Schulbücher wie das Physik-Lehrbuch von Friedrich Dorn und Franz Bader, das zuerst 1957 erschien und als Dorn-Bader bekannt wurde.